# Стоп-слово (БДСМ)
Стоп-слово (англ. «safeword» или «stop word») в контексте БДСМ-практики — заранее оговорённое слово, которое используется с целью остановить БДСМ-сессию. Как правило, стоп-словом пользуется нижний партнёр, но его может произносить и верхний, а также другие лица (например, организатор БДСМ-мероприятия, отвечающий за безопасность участников). В случае произнесения этого слова участники сессии обязаны немедленно прекратить любые воздействия. Несоблюдение этого правила является грубейшим нарушением этики БДСМ-сообщества. Наличие стоп-слов, как и предварительного согласия партнёров на сессию, обеспечивает выполнение одного из компонентов обязательной в БДСМ парадигмы принципов Safe, sane, consensual — добровольности, и является одним из ключевых отличий практик БДСМ от бытового насилия.
Стоп-слово позволяет нижнему партнёру вовремя остановить верхнего, если ситуация становится критической, а для верхнего это неочевидно. Верхний партнёр может использовать стоп-слово, если, например, нижний демонстрирует желание более жёстких действий, являющихся неприемлемыми для верхнего. Таким образом, наличие стоп-слова повышает уровень безопасности при БДСМ-действиях.
Необходимость использования стоп-слов связана с тем, что обычные слова («нет», «прекрати» и т. д.) в БДСМ-практике часто являются частью ролевой игры и не означают действительного желания прекращения действия.
Наличие оговорённых стоп-слов не снимает с верхнего партнёра ответственности за последствия БДСМ-действий и обязанности самостоятельно следить за реальным состоянием нижнего. Например, после входа в сабспейс нижний может быть не в состоянии адекватно оценить ситуацию, что вместе с общим снижением болевой чувствительности может привести к серьёзным травмам.
Некоторые БДСМ-группы, придерживающиеся более экстремальной парадигмы принципов RACK (Risk-aware consensual kink), не используют стоп-слова; в этом случае отказ от использования стоп-слов должен являться заранее оговорённым сознательным актом участников.

## Виды стоп-слов
Основное требование к стоп-слову — невозможность его случайного произнесения. Оно должно выделяться из контекста сессии, чтобы будучи произнесенным, оно сразу же привлекало внимание. В англоязычной среде, например, традиционно используется слово «муравьед» (англ. Anteater). Также распространена система обозначений, называемая «светофор» и состоящая из трех позиций:
- «желтый» — это слово-предупреждение о приближении к порогу.
- «красный» — является категорическим требованием к прекращению действий.
- «зеленый» — сигнал о продолжении воздействия, обычно в ответ на вопрос верхнего.

Существует мнение, что применение системы «светофор» недостаточно: необходимо отличать, когда воздействие следует прекратить из-за того, что нижний уже получил желаемое воздействие и хочет завершить сессию, а когда возникла угрожающая ситуация.
Существуют также и другие виды стоп-слов. Например:
- «холодно-горячо». Соответственно, «горячо» является категорическим требованием к прекращению действий, «холодно» — сигналом о продолжении воздействия, обычно в ответ на вопрос верхнего.
- неТематическое слово. Распространены такие слова, как «Баста», «Голубой», «Довольно», «Армагеддон».
- имя верхнего партнёра. С точки зрения психологии и НЛП, произнесённое имя доминирующего партнёра с большей вероятностью может быть услышано и понято им.

## Другие аспекты
Следует учесть, что принятый термин «стоп-слово» не совсем точен — сигналы к остановке могут быть как словами, так и действиями. Последние применяются в ситуациях, когда во время сессии используется кляп или маска и подать сигнал словами невозможно. В таких случаях пользуются, например, предметами, предварительно зажатыми нижним в руке и роняемыми при потере контроля, или заранее оговорённой последовательностью жестов.

Я ввел в обращение технику «двух сжатий» и обнаружил, что она хорошо работает. По этой методике, Доминант кладет руку на тело саба и дважды ощутимо крепко (но не больно) сжимает её. Эти два сжатия спрашивают — «Ты в порядке?». Саб утвердительно отвечает двум ответными сжатиями. Дом может понять многое о внутреннем состоянии саба по тому, как тот сжимает руку. Два быстрых сжатия означают, что саб в полном сознании и понимает все, что с ним происходит. Два долгих, медленных говорят, что саб в порядке, но «ушел в себя». Если саб находится в позе, в которой ему будет затруднительно сжать руку Доминанту, он может ответить, дважды сжав и разжав кулак, дважды мотнув головой и т. д. (Между прочим, эту же технику может использовать опытный саб при «обучении снизу» в паре с новичком-Доминантом). Что, если вы сжали сабу руку и не получили ответного сигнала? Первое, что вы должны сделать, особенно, если предшествующее действо было довольно активным, это немного выждать. (Учтите, никакой боли.) Помните, что зачастую сабам требуется время для того, чтобы «вернуться». Также им бывает нужно время для осознания факта, что Дом их о чем-то спросил и им нужно ответить. Помните, иногда сабы уходят в себя настолько глубоко, что потом описывают свои ощущения, как если б они были растворены или расплавлены. Если вы выждали около 30 секунд и не получили ответных сжатий, сожмите сами еще дважды, на этот раз сильнее. Если еще через 30 секунд саб не ответил и на это, придется проверить его состояние напрямую — вербально. Подойдет любой вопрос типа «как ты», «что с тобой». Убедитесь, что с ним все в порядке, прежде чем продолжить СМ-акт. Техника «двух сжатий» обычно работает исключительно хорошо. Она создает простое, работающее средство сообщения для обеих сторон, не портя при этом атмосферу действия.